# Francesco Barbaro

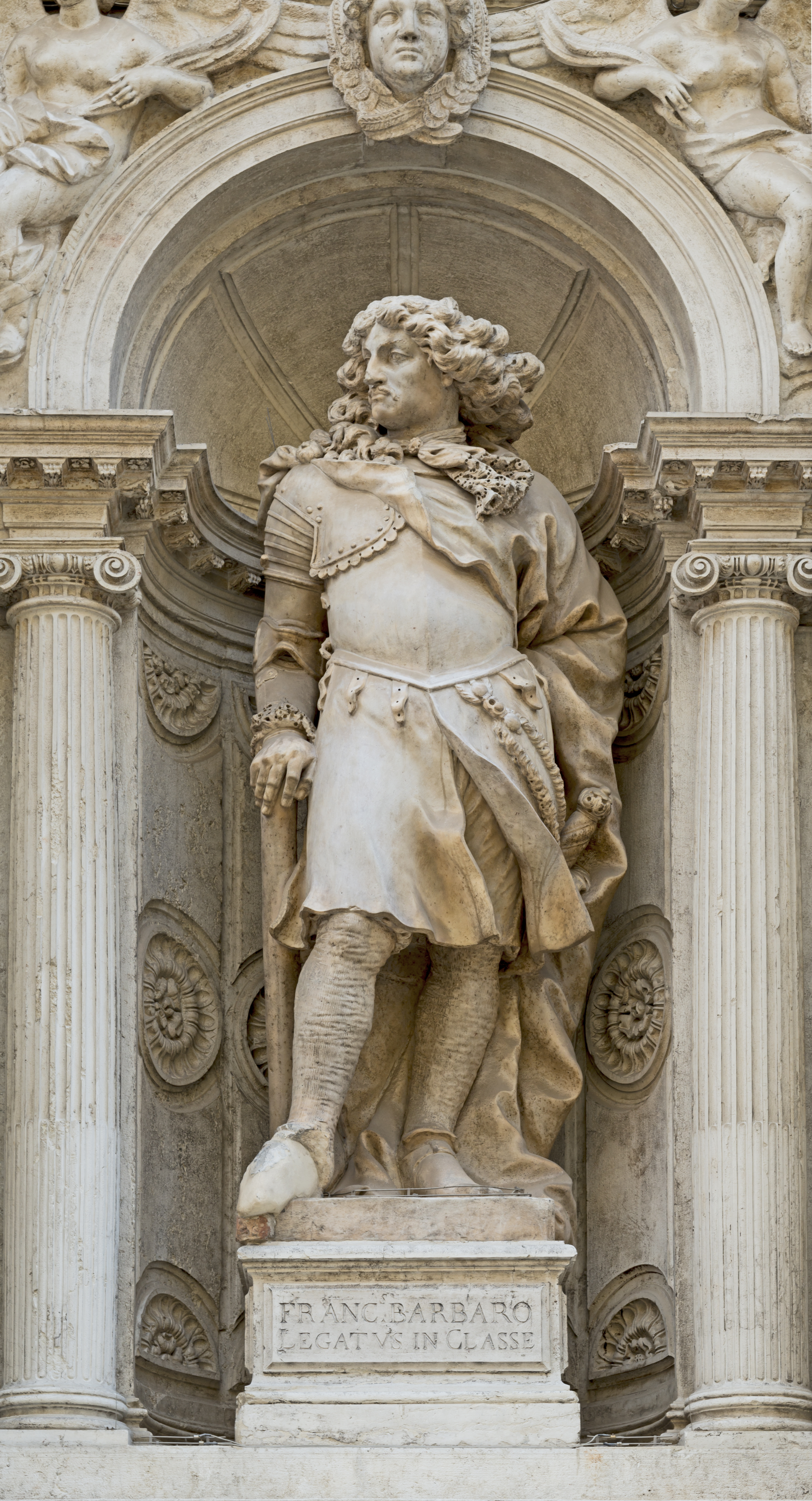
Francesco Barbaro

Francesco Barbaro (* 1390 in Venedig; † 1454 ebenda) war ein bedeutender Humanist und Diplomat in Venedig aus der Barbaro-Familie.
Francesco Barbaro war Sohn des Senators der Republik Venedig Candiano Barbaro. Er genoss als Philologe und Kenner der Antike in Venedig und in Kreisen der Humanisten hohes Ansehen. Er war verheiratet mit Maria Loredan, eine Urenkelin, Enkelin, Tochter und Schwester eines Prokurators von San Marco.

## Leben
Barbaro besuchte von 1405 bis 1408 eine Schule in Venedig und wurde anschließend Schüler von Gasparino Barzizza in Padua. Dort wurde er 1410 Magister und 1412 Doktor. In Venedig setzte er seine Griechisch-Studien bei Guarino da Verona fort und übersetzte 1415 Plutarch ins Lateinische. Seit 1415 war er im humanistischen Kreis um Leonardo Bruni, Niccolò Niccoli und die Medici in Florenz. 1416 verfasste er anlässlich der Hochzeit des Mäzens Lorenzo di Giovanni de’ Medici sein Buch von der Ehe.
1419 wurde er Senator der Republik Venedig und bekleidete mehrere öffentliche Ämter. In diplomatischen Missionen war er unter anderem beim Papst und beim deutschen Kaiser. Von 1422 bis 1435 war er Podestà von Treviso, Vicenza, Bergamo und Verona. Um 1440 war er Vertreter beim Konzil von Florenz. 1452 wurde er Prokurator von San Marco.
Francescos einziger Sohn Zaccaria Barbaro (1422/3–1492) war ein venezianischer Staatsmann und Diplomat, dessen Sohn Ermolao wurde als Humanist bekannt.

## Schriften
- De re uxoria, 1416 (Druck von 1533)

## Ausgaben und Übersetzungen
- Eyn gut buch von der Ehe was die Ehe sei, was sie guts mit sich bringe, wie eyn weib geschickt sein soll, die eyner zu d' Ehe nehmen will ..., Übersetzung von 1536
- Attilio Gnesotto (Hrsg.): Francisci Barbari De re uxoria liber. Neuausgabe, Padua 1915 (= Atti e memoria della r. Accad. di scienze lettere ed arti. Neue Folger, Band 31).
- Das Buch von der Ehe. Berlin 1933
- Claudio Griggio (Hrsg.): Francesco Barbaro: Epistolario. 2 Bände. Olschki, Firenze 1991–1999, ISBN 88-222-3839-7 für Band 1, ISBN 88-222-4789-2 für Band 2 (kritische Edition).